# Бол у трбуху
Бол у трбуху, стомаку или абдомену је један од симптома болести и заштитни механизам или сигнал упозорења који директно упућује на неки поремећај у трбушној дупљи (абдомену). Он је иницијални фактор који приморава болесника да затражи помоћ лекара и сигнал лекару да предузме одговарајуће дијагностичке и терапијске мере. Бол у трбуху се описује као непријатно сензорно–емотивно искуство изазвано реалним или потенцијалним оштећењем ткива или нарушеном функцијом трбушних органа. Варијације трбушног бола су посебно изражене код деце и старијих особа.
Бол у трбуху јаче долази до изражаја код претходно здравих особа, него код хроничних болесника, са већ постојећим оштећењем ткива или функције трбушних органа. У првом случају ради се о акутном болу који има значај алармантног сигнала са циљем да се избегне оштећење ткива. У другом случају ради се о хроничном болу у трбуху, који представља само један од знакова већ постојећег (хроничног) патолошког стања које у трбушној дупљи постоји од раније. Често је граница између акутног бола нејасна што још више отежава дијагностику. Акутни бол у трбуху је непријатан сензорни осећај који је настао као последица актуелног оштећења ткива или органа у трбушној дупљи, док се хронични бол у трбуху дефинише као бол који присутан дуго времена након зарастања рана, експанзије туморских и других процеса у трбушној дупљи, што може имати и корисну или заштитну функцију.
Према пореклу трбушни бол може бити; ноцицептивни - изазван оштећењем ткива, неуропатски - као последица оштећење нерава и психогени - узрокован доминантно психолошким факторима.
С обзиром на мноштво узрока који могу изазвати бол трбуху, дијагноза није лака јер се субјективност бола различито доживљава а често је и једини симптом болести. Њено постављање је посебно тешко у установама основне здравствене заштите, где се дијагностичке процедуре најчешће своде на анамнезу, физикални преглед и велико искуство лекара. Како знање лекара и његова сазнања о анамнестичким подацима и физикалном налазу, често не могу помоћи у доношењу праве одлуке о даљем лечењу, код пацијената са болом у трбуху, а посебно код деце и старијих особа, најчешће је потребно спровести и сложену неинвазивну и инвазивна дијагностика у болничким условима.

## Терминологија
Трбушни бол
Бол у трбуху или абдоминални бол, као појам, обично се користи да опише бол који потиче из органа у трбушној дупљи, иако може настати у ткивима трбушног зида који окружују трбушну дупљу (као што су кожа и мишићи трбушног зида). Полазећи од опште дефиниције бола, бол у трбуху се дефинише и као доживљај који укључује не само перцепцију штетних стимулуса него и перцепцију психолошких и физиолошких реакција и њихових последица.
Рекурентни трбушни бол
Рекурентни бол у трбуху дефинише се као појава најмање три епизоде бола које су се догодиле у периоду од три месеца, и које су често тешке и смењују се са периодима нормалне активности болесника.

## Анатомија трбуха (абдомена)
Трбух је анатомски простор који је омеђена доњом ивицом ребара и дијафрагмом са горње стране, карличним костима (стидним пределом) са доње, и боковима са леве и десне стране. Трбух или абдомен је највећи део људског тела, чији средишњи део чини трбушна дупља, са трбушним органима. Са спољне стране трбушна шупљина затворена је трбушним зидом који чини; кожа, поткожно масно ткиво, мишићи, крвни судови и фасције.
| - Доњи део једњака - Портални венски систем - Желудац - Јетра - Жучна кеса - Леви и десни бубрег - Лева и десна надбубрежна жлезда - Десни и леви уретер - Дебело црево - Илеоцекална валвула - Слепо цево - Леви и десни јајник - Леви и десни јајовод | - Материца - Мокраћна бешика - Простата - Уретра - Трбушна аорта - Целијачна артерија - Слезина - Гуштерача (панкреас) - Горња и доња мезентерична артерија - Аутономни нервни систем - Танко црево (дванаестопалачно црево, јејунеум и илеум) - Слабински плексус задњег трбушног зида - Лимфне жлезде и лимфни судови |

### Анатомско-клиничка подела трбуха
Анатомско-клиничка је, из практичних разлога, дефинисано девет регија трбушне дупље. Помоћ њих се лакше описује размештај трбушних органа, бол и патолошке промене. Тих девет регија је међусобно одвојено четирима равнинама: двема сагиталним (вертикалним) и двема трансверзалним (хоризонталним):
Сагиталне (вертикалне) равни
Су две лева и десна медиоклавикуларна, које пролазе средином кључне кости (отприлике 9 cm од централне линије) и средином линије која повезује предњу горњу илијачну спину и симфизу пубичне кости на обема странама трбуха. Каткад те равни пролазе и полумесечастим браздама које чине латералне границе равног трбушног мишића.
Трансверзалне (хоризонталне) равни
Су две горња субкостална раван (која пролази доњом границом десете ребрене хрскавице на обема странама) и доња, транстуберкуларна раван (која пролази кроз илијачни туберкулум и кроз тело петог слабинског пршљена). Обе равни означавају палпаторно (опипљиве) структуре трбуха.
Неки клиничари користе у пракси и транспилоричну и интерспиналну раван за описивање наведених девет регија:
Транспилорична раван
Ова раван одређена је средином линије која спаја врх дршка, стерналног манубријума и пубичне симфизе. Она пресеца пилорус (дистални, тубуларни део желуца) кад је пацијент сагнут. Због висцералне вреће, под утицајем гравитације, пилорус је обично смештен ниже кад је пацијент у усправном положају. Транспилорична раван је корисна за позиционирање јер пресеца многе важне структуре: фундус жучне кесе, врат панкреаса, полазиште горње мезентеричне артерије, порталне вене јетре, полазиште трансферзалног дела дебелог црева, флексуру дуоденојејуналис и хилус бубрега.
Интерспинална раван
Ова раван пролази кроз лако опипљиву предњу горњу спину илијаку на обема странама.
| Десно                                               | Средина                                   | Лево                                              |
| --------------------------------------------------- | ----------------------------------------- | ------------------------------------------------- |
| 4. Десни хипохондријум (испод десног ребарног лука) | 1. Епигастријум (чашица)                  | 7. Леви хипохондријум (испод левог ребарног лука) |
| 5. Десни лумбални (слабински)                       | 2. Умбиликални (пупчани)                  | 8. Леви лумбални (слабински)                      |
| 6. Десни ингвинални (препонски)                     | 3. Хипогастријум (стидни или доњотрбушни) | 9. Леви ингвинални (препонски)                    |

Због лакше клиничке оријентације, у свакодневној пракси, клиничари често користе и две равни којима дефинишу четири квадранта трбушне дупље:
- Прва је трансверзална (хоризонтална) трансумбикална (транспупчана) раван која пролази кроз пупак (умбиликус) и интервертебралне (међупршљенске) која пролази између Л3 и Л4 слабинског дискуса, и раздваја шупљину трбуха на горњу и доњу половину.
- Друга је вертикална медијална раван (медиосагитална), која пролази лонгитудинално кроз тело, и раздваја га на десну и леву половину.

| Десно                | Лево                |
| -------------------- | ------------------- |
| Горњи десни квадрант | Горњи леви квадрант |
| Доњи десни квадрант  | Доњи леви квадрант  |

## Етиологија
Бол првобитно није био сврстан међу пет Аристотелових чулних осећаја (вид, слух, мирис, укус и додир), јер се сматрало да је бол емоција, осећај, нечег непријатног, што је супротно пријатном. Ова концепција, касније је напуштена и о болу се више не расправља са филозофског становиште. Данас се бол дефинишите као:
| „ | Непријатна сензација или емоција која је повезана са актуелним или потенцијалним оштећења ткива | ” |

Сви људи бар једном у животу доживе бол у трбуху. Бол у трбуху има много потенцијалних узрока, али у највећем броју случајева узроци нису озбиљни и могу се лако дијагностиковати и лечи. Често, локација трбушног бола може да пружи значајну помоћ око одређивања његовог узрока. У другим приликама, бол у трбуху се може јавити и на неуобичајен начин, и тада је узрок настанка бола мање јасан.
Међутим, бол у трбуху може бити знак озбиљне болести. Зато је важно добро познавање етиологије бола у трбуху како би и пацијенти били у стању да препознају тешке симптоме и правовремено затраже помоћ лекара. Неки од најчешћих узрока бола у трбуху наведени су у табели и детаљније описани у наставку странице.
| Локализација бола                | Могући узроци бола |
| -------------------------------- | --- |
| Унутартрбушна (интраабдоминална) | - Запаљењски процеси у трбушним (абдоминалним) органима - Запаљење паријеталне трбушне марамице (перитонеума) - Сметња у пасажи садржаја кроз шупље трбушне органе - Акутне васкуларне лезије (оштећења крвних судова) у трбушној дупљи - Пенетрантне и тупе повреде трбуха са повредом унутартрбушних (интраабдоминалних) органа или без ње |
| Вантрбушна (екстраабдоминална)   | - Бол пренесен (или ирадирајући бол) из суседних вантрбушних (екстраабдоминалних) органа - Неуролошким и психогеним факторима изазван бол у трбуху - Повреда или инфекција коже, поткожног ткива и мишића трбушног зида - Бол у трбуху изазван ематолошким поремећајима - Бол у трбуху, као пратећа појава код метаболичких и системских обољења - Бол у трбуху након тровања, убода и ујед инсеката и других отровних животиња, - Бол у трбуху након злоупотребе дрога морфинског порекла - Бол у трбуху у току дечјих инфективних и системских обољења - Бол у трбуху код болесници који имају различите врсте туморе |

Најчешћи узроци трбушног бола су:
- Акутни запаљењски процеси у трбуху
- Болести мокраћних путева и полних органа
- Перфорација и руптура шупљих органа
- Оклузије танког црева
- Васкуларне болести

#### Акутни запаљењски процеси у трбуху
У акутне запаљењски процеси у трбуху најчешће се убрајају; акутно запаљење слепог црева, акутна опструкција жучних путева и неопструктивно запаљење жучне кесе (холециститис), акутно запаљење гуштераче (панкреатитис), акутни дивертикулитис, запаљење желуца и црева (гастроентеритис).
Опструкције изводног канала жучне кесе
Као последица опструкције изводног канала жучне кесе може се јавити висцерални бол најчешће локализован у пределу епигастријуму или десном горњем трбушном квадранту. Након потпуно развијеног запаљењског процеса у зиду жучне кесе, бол постаје јачи и праћен је локализованом осетљивошћу на додир испод десног ребарног лука. Бол може да ирадира (зрачи) у десну плећку и десно раме.
Акутно запаљење гуштераче
Акутно запаљење гуштераче или акутни панкреатитиса, започиње болом у трбуху који је обично локализован у средњем епигастријуму. Бол може да зрачи у леви или десни хипохондријум и леђа, или је у облику
Акутно запаљење гуштераче или акутни панкреатитиса, започиње болом у трбуху који је обично локализован у средњем епигастријуму. Бол може да зрачи у леви или десни хипохондријум и леђа, или је у облику субјективног осећаја стезања, у виду појаса око трбуха. Бол код панкреатитис је израженији у десном а некад у левом хипохондријум, мада је понекад и дифузан и без јасно одређене локализације. Уколико је запаљењским процесом надражен френични живац, бол може зрачи и у лево раме.
Акутно запаљење гуштераче или акутни панкреатитиса, започиње болом у трбуху који је обично локализован у средњем епигастријуму. Бол може да зрачи у леви или десни хипохондријум и леђа.
Бол код запаљење гуштераче је континуиран, са максимумом који достиже након неколико часова од почетка болести. Нешто ређе, бол се може јавити изненада (као пароксизмалан) са карактером улкусног, перфоративног бола.
Код око 50% болесника, бол је толико јак да се понекад не може сузбити чак и најјачим аналгетицима. Код панкреатитиса изазваног тровањем алкохолом бол почиње 18 до 48 часова након обленог испијања алкохола, а код билијарног панкреатитиса непосредно након обилног оброка масне хране.
Акутно запаљење црвуљка
Код апендицитиса или акутно запаљење црвуљка (које се погрешно назива слепо црево) иницијални бол настаје најчешће у пределу желуца (епигастријуму) или око пупка (параумбиликално). Бол је умереног интензитета, интермитентан, типа грчева и није праћен болном осетљивошћу на палпацију. Након напредовањем запаљењског процеса, бол се локализује у десном доњем квадранту трбуха, где је и присутна болна осетљивост на додир (палпацију). У овој фази акутног запаљења црвуљка бол је интензиван, непрекидан и појачава се након покрета, хода или кашљања и кијања. Премештање бола у еволуцији акутног запаљења црвуљка је веома значајан дијагностички знак.
Атипичне локализације акутног запаљење црвуљка (пелвична, ретроцекална, мезоцелијачна, субхепатична) имају посебне карактеристике манифестног бола у трбуху. Атипична симптоматологија акутног запаљења црвуљка може се јавити код старијих особа, мале деце или у трудноћи. Ретроцекално постављен црвуљак, током запаљења не даје јасне симптоме апендицитиса па је самим тим отежано и одређивање јасне локализације бола у трбуху.
Акутно запаљење црвуљка може дати осетљивост у слабинском пределу, а услед иритације уретера бол може бити праћена учесталим мокрењем, али се не појачава приликом кашља и хода.
Карлична (пелвична) локализација бола карактерише се болом у доњем делу трбуха, а понекад бол у супрапубичном пределу. Често код ове локализације бола могу бити присутне и дизуричне сметње, пролив, тенезми итд.
Мезоцелијачно акутно запаљење црвуљка настаје након запаљењем црвуљка који је анатомски смештен између вијуга танког црева. Код овог облика акутног запаљења црвуљка уколико је црвуљак површно постављено, бол је локализован ближе предњем зиду трбуха који је тада осетљив на додир и прате га спазми (грчеви) трбушних мишића.
Код субхепатичног положаја запаљењски измењеног црвуљка веома је тешко диференцирати бол у односу на акутни холециститис, односно перфорирани желудачни и дванеастопалачни чир. Приликом прегледа болесника код таквих болесника треба имати у виду могућност постојања инверзног положаја трбушних органа, са симптоматологијом у левој половини трбуха.
Запаљење Мекелиовог дивертикула'
Акутни дивертикулитис или запаљење Мекелиовог дивертикула карактерише се истим симптомима као и бол код акутне упале слепог црева (апендицитиса), што некад омета правилно дијагностиковање, и често се поставља у току оперативног захвата. Дивертикулитис сигмоидног колона даје бол локализован у доњим левим регијама трбуха, и најчешће зрачи у леђа, леву препону и супрапубичну регију.
Гастроентеритис
Гастроентеритис или упалу желуца и црева прате болови у виду грчева (колика) који се најчешће постепено појачавају. Бол код ове болести веома често настаје нагло „из пуног здравља“. Бол најчешће прати, појава гасова, надимање, пролив и повраћање.

#### Болести мокраћних путева и полних органа
Бубрежне колике
Бубрежне колике или спазмодични, континуирани бол, може се јавити код запаљења или камена у мокраћним путевима. Бол достиже врхунац а потом слаби, да би се поново јавио. Неки пацијенти, период између две врхунца бола погрешно описују као период без болова.
Бол обично полази из слабине или хипохондријум и шири се према истостраној бедреној јами и препони све до тестиса. Код запаљења мокраћне бешике бол је локализован супрапубично.
Ектопичне (ванматерична) трудноћа
Изненадан, јак бол са једне стране трбуха или у карлици, који се понекад пружа у рамени појас, може бити једна од манифестација код ектопичне трудноће.
Болесница може, извесно време пре руптуре материце, да има неодређене болове који се повремено јављају.
Акутни салпингитис
Болови код акутног салпингитиса су у почетку нејасни и настају постепено, а потом постају све јачи и учесталији. Локализовани су у доњем делу трбуха.
Ендометриоза
Код ендометријозе поред дисменореје, јављају се и болни грчеви у току менструалног циклуса, локализовани у доњим деловима трбуха, који понекад зраче у слабинску ложу.
Код оклузија локализованих у вишим сегментима танког црева болови могу имати више карактер нелагодности у епигастријуму. Код оклузија у нижим сегментима присутни су карактеристично јаки, грчевити, пароксизмални болови. Период између напада болова код високе оклузије је краћи (1—3 минута) а и сам бол траје толико. Болови су типа колике и чешће су дифузни него локализовани. У току болова болесник не може да пронађе положај који му одговара и који би ублажио болове. Са временом болови попуштају и проређују се, што се може објаснити попуштањем спазма (грча) изнад препреке због замора мишића цревног зида. Постојање интензивног, сталног бола који не попушта, и зрачи у леђа, може сугерисати постојање странгулације (увртања) црева са исхемични променама на цревном зиду.

#### Перфорација и руптура шупљих органа
Перфорација желудачног и дванаестопалачног улкуса (чира)
Перфорацију шупљих органа трбуха прати; јак изненадни бол, који болесници најчешће доживљавају „као убод ножем“. Бол је локализован у чашици (епигастријуму), код желудачног чира више лево а код дванаестопалачног чира више десно. Бол се у даљем току болести шири у доњи десни квадрант трбуха.
Бол се на кратко може смирити, пошто се изливени кисели желудачни садржај у трбушној дупљи помеша са перитонеалном течношћу. Међутим у даљем току болести бол се све више појачава. Као последица надражаја дијафрагме (пречаге) бол може бити пренесен у рамени појас. Врло брзо, као последица инфекције желудачним садржајем развоја се акутно запаљење трбушне марамице (перитонитиса) па бол постаје дифузан тј. раширен по целом трбуху.
Перфорација дебелог црева
Након перфорације (цепања) дебелог црева јавља се јак, изненадан бол (готово експлозиван) у средњим или доњим деловима трбуха. Болови су толико снажни да болесника доведе до агоније и брзог развоја септичког шока.

### Оклузије танког црева
Карактеристике бола код оклузије танког црева умногоме зависе од локализације промена, па тако код оклузија локализованих у:
- вишим сегментима танког црева болови могу имати више карактер нелагодности у чашици-епигастријуму.
- нижим сегментима танког црева болови се карактеришу јаким пароксизмалним нападима у виду грчева.

Период између напада бола код високе оклузије танког црева је краћи и креће се од 1 до 3 минута, колико заправо траје и сам бол. Болови су типа колике и чешће су дифузни него локализовани.
За време болова болесник не може да пронађе адекватан положај који му одговара и који би му ублажио болове, и стално је у покретима. После извесног времена болови попуштају и постају све ређи, што се може објаснити попуштањем спазма или грча изнад препреке због замора мишића зида црева.
Постојање интензивног, сталног бола који не попушта, са знацима преношења у предео леђа, може указати на постојање странгулације (увртања) црева са исхемичним променама у зиду црева.

### Васкуларне болести
Руптура трбушне анеуризме
Пуцање или руптуре трбушне анеуризме карактерише нагли почетак јаког бола у трбуху, леђима и слабинама који зрачи ка препонама и скротуму. Ако се крв из аорте излива у ретроперитонеални простор, болесник осећа неку чудну нелагодност испуњеност карлице течношћу, све док се због наглог пада крвног притиска не развије хиповолемијски шок.
Тромбоза мезентеријалних крвних судова
Мезентеријална тромбоза настаје нагло и праћена је јаким, тупим, сталним и дифузним болом претежно у средњем и доњем делу трбуха. Овај бол се за разликује, од болова код оклузија танког црева, по томе што није у виду грчева.

## Патофизиологија
Са патофизиолошког аспекта описују се две врсте бола, акутни и хронични.
- Акутни бол који је често тренутан, са кратким трајањем и захтева хируршку или неодложан медикаментозни третман.
- Хронични бол је облик бола који перзистира најчешће преко 3 месеца. Он може бити релативно константан као што је то случај код рекурентног бола у трбуху, или се јавља у различитим временским интервалима.

Бол у трбуху је по својој природи субјективни, непријатни осећај, који настаје након оштећења ткива и трбушних органа, или претходи његовом предстојећем оштећењу, услед психолошких узрока. Бол у трбуху могу изазвати механички, термички и хемијски фактори. Брзи бол обично је изазван механичким и термичким надражајима, а спори бол могу изазвати све три групе надражаја. За настанак хроничног бола су посебно битне неке хемијске супстанце као нпр. брдикинин, серотонин, хистамин, калијум, ацетилхолин, док простагландини и друге супстанце не изазивају директно бол, али могу појачавати осетљивост рецептора за бол.
За настанак бола у трбуху потребан је стимулус, као и рецептор да тај стимулус прими. Рецептори за бол су слободни нервни завршеци (сензитивна влакна за бол), чијим се надраживањем јављају електрични импулси који се многобројним нервним путевима преносе у центре за бол у нервном систему преко живаца. Болне надражаје у ткивима региструју рецептори за бол који спадају у групу неадаптивних рецептори, јер за разлику од већине остали рецептора (за мирис, укус) који после надражаја губе способност да даље шаљу импулсе, рецептори за бол настављају да и после надражаја шаљу импулсе. Чак се и брзина слања електричних импулса из ових рецептора може и повећати, тако да интензитет бола може временом расти, све док се не отклони узрок.
Импулси из коже трбуха и паријеталног перитонеума (трбушне марамице) преносе се преко цереброспиналног нервног пута у задње коренове ганглија кичмене мождине у којима завршавају сви сензорни путеви. Ту се импулси пребацују у други неурон чија се једра налазе у задњем рогу кичмене мождине. У спиналним ганглијама кичмене мождине смештене су биполарне ћелије (неурони првог реда за пренос бола). Биполарне ћелије садрже два наставка: периферни (то су у ствари влакна А-δ и Ц), који се завршавају слободним нервним завршецима (рецептори за бол) и централни који улазе у задње рогове кичмене мождине и ту ступају у контакт преко синапси са разним неуронима у задњим роговима кичмене мождине. Главни неуротрансмитери у ганглијским синапсама су супстанца П, глутамат и АТП.
Неки од наведених неурона су тзв интернеурони. Они имају улогу да повезују друге неуроне. Тако на пример интернеурони повезују моторне неуроне са неуронима који учествују у преносу бола. Као последица тих веза јављају се разни одбрамбени рефлекси, као и бројни вегетативни рефлекси нпр. вазоконстрикција крвних судова и пораст крвног притиска) У другу групу неурона (неурони другог реда) спадају неурони који учествују у даљем преношењу бола. И код њих постоје разлике између пута преношења брзог и спорог бола. Влакна брзог пута завршавају се у ламинама (слојевима) I а спора у слојевима II и V кичмене мождине.
Ту се импулси пребацују у други неурон чија се једра налазе у задњем рогу кичмене мождине, прелазе не супротну страну и иду до спољњег спиноталамичног тракта, где прелазе у задњи централни нуклеус таламуса. Одавде се импулси одашиљу преко трећег неурона у постцентралну ареу коре мозга. Висцерална аферентна влакна која улазе у задњи корен кичмене мождине заједно са соматским нервима, су танка и немијелинизована зато се надражаје спорије шири и неодређенији је него преко цереброспиналних влакана са коже и паријеталног перитонеума. Из тога произилази да нагао и оштар бол, који настаје због растезања и/или стезања органа трбушне дупље долази из цереброспиналног пута за разлику од тупог висцералног бола.
У зависности од карактер бола (акутни, хронични) путеви којим се преноси бол су различити и деле се на брзе и споре.
Брзи (акутни) бол и влакна брзог бола
Брзи (акутни) бол преноси се нервним влакнима типа А-δ до сензитивних ганглија кичмене мождине, брзином преношења импулса од 6 до 30 m/s. Влакна брзог бола смештена су у ламини I у чијим синапсама се налазе влакна брзог бола која су повезана са неуронима другог реда за преношење бола. Од њих полазе дуга влакна која прелазе на супротну страну кичмене мождине кроз предњу комисуру простиру се у оквиру спиноталамичког и спиноретикуларног пута кроз предњи део кичмене мождине све до таламуса односно до ретикуларне формације. У таламусу се налазе неурони трећег реда који даље преносе информације до коре великог мозга. Овај систем је битан за свесно осећање бола и његово јасно локализовање. У овом делу таламуса завршава се и систем за пренос тактилног осећаја (додира), што вероватно игра улогу у локализацији бола.
Спиноретикуларни пут се завршава у ретикуларној формацији. Надраживањем ове формације појачава се осећај будности. Ретикуларна формација има улогу у одржавању стања будности мозга. Такође у овој формацији долази и до повезивања са лимбичким системом и чеоним режњем што игра улогу у јављању и памћењу непријатних осећаја бола.
Спори бол и влакна спорог бола
Спори бол се преноси влакнима типа Ц, која немају мијелински омотач, брзином између 0,5 и 2 m/s. Влакна спорог бола завршавају се претежно у ламини II и III задњих рогова кичмене мождине. Овај део се зове и желатинска супстанца (лат:substancia gelatinosa). Ту се импулси преносе на неуроне другог реда. Нервна влакна ових неурона такође прелазе на супротну страну кичмене мождине и простиру се њеним предњим делом.
Спори путеви бола се завршавају широко (дифузно) у можданом стаблу. Само се мали део влакана завршава у таламусу, Најчешће се завршавају у: ретикуланој формацији можданог стабла, текталној области мезенцефалона (средњи мозак) и периаквадукталној сивој маси (маси која окружује Силвијев акведукт). Ове структуре играју улогу у осећању мучног, слабо локализованог бола. Болови се могу отприлике локализовати на широке делове тела: рука, нога, стомак, али без тачног места. Овај пут је доста старији и зове се палеоспиносталамички пут бола, за разлику од неоспиноталамичког пута брзог бола.
У процесу настајања бола поред напред наведених централних и периферних механизма нервног система, учествује и читав низ других ендогених и егзогених чинилаца (емоције, култура, религија, раније стечена искуства, лекови и др). Тако се може закључити зашто интензитет и перцепције бола није у сразмери са јачином простој дражи која га изазива.

## Клиничка слика
Клиничка слика бола у трбуху зависи од врсте бола, локализације бола, начина настанка бола, карактера бола, начина преноса или ширења бола, пратећих симптома бола.

### Врсте трбушног бола
Врсте–типови трбушног бола
| Тип бола                   | Механизми, локализација и карактеристике трбушног бола |
| -------------------------- | --- |
| Висцерални бол             | - Настаје стимулацијом слободних нервних завршетака у висцералним органима. - Доживљава се као дифузан, туп, у виду грчења или печења слабијег интензитета али опомињуће упорности. - Нејасно је ограничен и не може се одредити тачка максимума бола. - Најчешће је локализован у нивоу главних вегетативних нервних центара стомака (субксифоидни бол - у соларном плексусу, или епигастрични бол - у сакралном плексусу). - Локализација бола зависи од места одвијања основног патолошког процеса. - Ову врсту болове обично изазивају растезање или грчење шупљих органа, затим запаљењски процеси и улцерације. - Моменат када дифузни бол прелази у јасно локализовани бол, означава ширење патолошког процеса са висцералне на паријетални део перитонеума. |
| Паријетални (соматске) бол | - Настаје након надражаја паријеталног перитонеума, најчешће инфламаторном реакцијом или услед хемијског надражаја. - Бол је оштар, јаког интензитета и добро локализован, наизменично се појачава и попушта. - Најчешће га прати болна осетљивост на додир. - Одбрамбени механизам или дефанс трбушне мускулатуре на бол, појачава се приликом покрета, кашља или кијања. - Карактеристика овог бола је да се јавља изнад места захваћеног запаљењским процесом, приликом перкусије и наглог попуштања палпаторног притиска, у удаљеним регионима трбуха. |
| Пренесени бол              | - То је унутартрбушни бол који се преноси, зрачи, у на неку удаљену регију организма. - Пренос бола заснива се на феномену „сензитивне сумације“. - Преношење бола настаје у дерматомима инервисани соматским нервним влакнима која долазе у исти сегмент кичмене мождине као и висцералним и соматским влакнима оболелог органа. - У којој регији ће се одразити бол неког висцералног органа, умногоме зависи од сегмента из којег је тај орган потекао у ембрионалном развоју. |

### Пратећи симптоми бола у трбуху
Поједини фактори, као што су пратећи симптоми бола у трбуху, могу провоцирати, отежати или олакшати болове, на пример:
- Унос хране и напитака може имати посебан значај, јер нпр болови непосредно након оброка могу указати на чир (улкус) желуца, дивертикулум једњака или хијаталну хернију, а касни болови (који се јављају 1-4 часа након оброка) указују на чир у дванаестопалачном цреву.
- Конзумирање масне хране може претходити холециститису а испијање алкохола панкреатитису.
- Олакшавајући симптоми могу бити дефекација и евакуација гасова код непотпуних цревних оклузија или функционалних обољења дебелог црева, повраћање код високих цревних оклузија и стенозе пилоруса, промена положаја болесника код бубрежних колика.
- У отежавајуће симптоме који појачавају бол, убрајају се покрети тела, дисање, кашаљ, кијање и слично.

Најчешћи пратећи симптоми бола у трбуху
| Пратећи симптоми | Карактеристике пратећих симптома |
| ---------------- | --- |
| Општи            | - Малаксалост, повишена телесна температура, појачано знојење, - Губитак апетита, појачана саливација пљувачке, - Жута пребојеност коже, свраб по кожи - Повишен притисак и убрзани рад срца (тахикардија), као последица јаки болови доводе до хипертензије и тахикардије, док изузетно јаки * Хипотензије, колапс и шок, код изузетно јаких болова и перфорације шупљих органа са појавом запаљења трбушне марамице |
| Локални          | - Дисфагија, горушица, промене у усној дупљи (зуби, лучење пљувачке) - Поремећаји процес варења, мука, гађење, повраћање, хематемеза, гастроезофагеални рефлукс и регургитација, руминација, штуцање, подригивање, дистензија трбуха, дефанс, дијареја (пролив), мелена, ректорагија, тенезми, затвор, крв или гној или слуз у столици, - Крварење из хемороида, - Поремећаји у измокравању, хематурија, пиурије, анурија, олигурија, полакиурија, ретенција, инконтиненција, дизурија, - Промене на полним органима, менструални циклус, порођај и побачај и др |

### Локализација бола
У клиничкој слици бола често доминира промена локализације бола, ширине зоне бола и његово преношење у ближе или даље регионе тела.
Прелазак дифузног у локализован бол, важан је дијагностички моменат, који указује на постојање патолошког жаришта у трбуху. такође када болови постану локализовани, на одређено подручје трбуха, они обично или предодређују оболели орган или су јако близу оштећеног органа.
Међутим, треба увек имати у виду анатомске варијанте (нпр. ретроцекално фиксирани апендикс изазива бол у слабинама или бол у чашици који уопште није локализован) и могућност положајне инверзије органа. Такође треба имати у виду и могућност обољења или оштећења околних структура и ткива у трбуху (нпр. обољења крвних и лимфних судова и живаца).
Локализација бола у трбуху
| Локализација    | Органи | Инервација                                                                           |
| --------------- | --- | ------------------------------------------------------------------------------------ |
| Епигастријум    | - Желудац - Прва половина дванаестерца (дуоденума) - Јетра - Жучни мехур - Гуштерача | - Парасимпатикус (n. vagus) - Симпатикус (грудни спланхнични живци)                  |
| Периумбиликално | - Друга половина дванаестерца и јејунума - Илеум - Цекум - Слепо црево (apendix) - Силазни део дебелог црева - Прве две трећине трансверзалног дела дебелог црева                                                   | - Парасимпатикус (n. vagus) - Симпатикус (грудни спланхнични живци)                  |
| Хипогастријум   | - Дистална трећина трансверзалног колона (дебелог црева) - Силазни део дебелог црева силазни део сигме, завршног црева (ректума) и горњи део аналног канала - Женски и мушки репродуктивни органи - Мокраћна бешика | - Парасимпатикус (спланхнични живци карлице) - Симпатикус (грудни спланхнични живци) |

### Начин настанка бола
1. Бол који се постепено развија и лагано појачава уз непрестано погоршање општег стања и локалног налаза.
Ова врста бола карактеристична је за запаљењске процесе у трбуху (апендицитис, холециститис, дивертикулитис, перитонитис)
2. Бол у трбуху који почиње изненада, али је у почетку умереног интензитета, да би се врло брзо погоршавао.
Карактеристичан је за акутни панкреатитис, мезентеријални тромбозу или на странгулацију танког црева. Ако је бол најјачи у пределу карлице, код жена треба помислити на могућност ванматеричне трудноће са руптуром или на могућност руптуре оваријалне цисте.
3. Изненадни, јак простирући бол или агонални бол.
Карактеристичан је за перфорацију неког шупљег трбушног органа или руптуру (расцеп) трбушне аорте. Бол је у овим стањима, на самом најјачи или скоро најјачи на самом почетку. Бубрежне или билијарне (жучне) колике могу настати на овај начин, али је мало вероватно да болови могу бити толико јаки да исцрпљују болесника.
Начелни приказ настанка бола и са њим повезана патологија
| Нагли почетак бола (Јак бол у неколико секунди) | Брзи почетак бола (Од појаве до пуног интензитета бола прође неколико минута до неколико сати)                       | Постепена појава бола (Унутар неколико сати) |
| --- | --- | --- |
| - Перфорација чира на желуцу - Инфаркт мезентеријума - Руптура анеуризме трбушне аорте - Ванматерична трудноћа - Торзија или руптура цисте јајник - Плућна емболија - Акутни инфаркт миокарда | - Укљештена кила - Волвулус - Акутни панкреатитис - Жучне колике - Дивертикулитис - Бубрежне колике и спазми уретера | - Упала слепог црева - Укљештена кила - Хронични панкреатитис - Пептички чир - Мезентеријални лимфаденитис - Упала мокраћне бешике - Ретенција мокраће - Салпингитис - Упала простате |

## Дијагноза
Дијагностика узрока бола у трбуху је тешка због нејасно одређених карактеристика висцералног бола који се најчешће преноси и у друге делове тела. Дијагностику отежава и чињеница да најчешће еферентни соматосензори и еферентни висцералног импулси долазе до кичмене мождине на истом нивоу, претежно од Т1 грудног до Л1 слабинског сегмента. Тако се ангина пекторис може јавити као епигастрични бол, а упала слијепог црева, посебно на почетку болести, као периумбиликална бол.
Соматски нервни систем инервише првенствено скелетну мускулатуру и кожу. Класични пример соматског бола је узнапредовала упала слепог црева, која доводи до надражаја псоасног мишића (m. psoas).
Кранијални живци вагус и живац френикус имају аферентна и еферентне соматске и висцерална влакна, што је од значаја у патолошким процесима у средњем уву, па се тако вртоглавица може презентирати као мучнина у чашици. Надражај вагуса стимулише френични живац и јавља се штуцање.
Топографске оријентационе линије и тачке на трбуху
| Топографске линије | Топографске тачке |
| --- | --- |
| - Средња трбушна линија - одговара белој линији (лат. ) - Спољна ивица равног трбушног мишића - који се протеже од прсне кости, V и VII ребра све до препонске кости - Ребарни лук - представља горњу границу вентро - латералног трбушног зида - Препонски набор (ингвинала плика) пружа се од предње горње илијачне спине све до до пубичног туберкулума и ингвиналног лигамента - Пупарти, који га образује. - Бедрени гребен (илијачна криста) - Билијарна топографска линија - повезује обе горње бедрене бодље. - Монроова линија (линија жучних путева) или вертикална линија на око 3 cm десно од средње трбушне линије, која се пружа од десног ребарног лука до на 6 cm изнад пупка. - Десјардинсова топографска линија, повезује пупак са дном десне пазушне јаме (служи за одређивање положаја Ватерове ампуле) - Лучкова линија, повезује предњи крај левог XI ребра са стерноклавикуларним (прснокључним) зглобом са исте стране. | - Пупак, лежи у висини L3 и L4 лумбалног (слабинског) пршљена - Предње горња бутна бодља - Мак-Барнијева топографска тачка, одговара средини десне Монроове линије која спаја пупак са предње горњом бедреном бодљом (одговара пројекцији ушћа танког црева у цекум) - Ланцова тачка, налази се на споју десне трећине са средњом трећином на биилијачној линији (одговара ушћу апендикса (слепог црева) у цекум) - Топографска тачка жучне кесе налази се на пресеку спољне ивице десног правог мишића трбуха са истостраним ребарним луком (у овој тачки може да се палпира фундус (дно) жучне кесе) - Топографска тачка Ватерове ампуле лежи на око 5 cm изнад и десно од пупка на Десјардинсовој топогрфској линији. - Базиева параумбиликална (окопупчана) топографска тачка лежи на око 6 cm споља од пупка (одговара пројекцији бубрежне карлице и почетку уретера) - Халеова уретрална топографска тачка одговара споју средње трећине са спољном трећином биилијачне линије (у пределу ове тачке уретер је најближи предњем трбушном зиду и најприступачнији палпацији.) |

Ради боље и брже дијагностике клиничари користе система поделе акутног бола у стомаку. Основна подела је:
Бол у горњем делу трбуха,
Периумбиликални бол
Бол у доњем делу трбуха.

## Терапија
Пре почетка примене терапије, веома је битно на време уочити да ли је бол у трбуху проузрокован унутартрбушним обољењем, јер погрешна оријентација може да узрокује фатално одлагање у постављању дијагнозе.

### Терапија на нивоу ОЗЗ
Терапија бола најчешће започиње у установама основне здравствене заштите (ОЗЗ) и заснива се на следећим поступцима:
- Постављање болесника у Фовлеров полуседећи положај мировања са уздигнутим узглављем и са савијеним ногама у коленима. Болесник се у том положају најчешће и транспортује до болнице, како би се избегла евентуална аспирација повраћајног садржаја.
- Обуставља се узимање хране, течности и лекова пероралним путем.
- Код сумње на акутни абдомен обавезно је пласирање венске линије и кроз њу надокнада течности (најбоље кристалоидима) уз праћење артеријског притиска, пулса и стања периферне циркулације.
- Ако је потребно може се пласирати уринарни катетер, у циљу пражњења мокраћне бешике и носножелудачна сонда, која има задатак да елиминише повраћање и спречи евентуалну аспирацију повраћеног садржаја, као и да одстрани прогутани гас, а тиме и смањи растезањ трбушног зида.
- Примена било каквих аналгетика, спазмолитика, антибиотика и антиеметике у начелу је непожељна, мада има и опречних ставова, до потпуне дијагностичке обраде болесника и специјалистичке одлуке, изузев ако је поуздана дијагноза билијарне (жучна) или ренална (бубрежна) колике када се могу дати спазмолитици, али само код ова два обољења. Свака друга примена лекова може да маскира основно обољење и могући развој перитонитиса што може довести до погрешне одлуке о евентуалној операцији.[4]

### Терапија у установама СЗЗ
Успешно лечење бола у трбуху у установама специјалистичке ЗЗ захтева пре свега претерапијску обраду болесника која у начелу обухвата; детаљно узету историју болести, пажљиво обављен физикални преглед, потребне лабораторијске тестове и након тога опрезно лечење које се најчешће креће од неинвазивних ка инвазивним процедурама све у складу са актуелним водичима.
Уколико претходне методе лечења, на нивоу основне ЗЗ, нису дале резултате или је конзервативан начин лечења у установама специјалистичке ЗЗ неуспешна, може се размотрити и могућност хируршког лечења.
Основни поступци и захвати у оквиру болничког лечења акутног бола у трбуху обухватају:
- Код болесника у тешком општем стању ослобађање дисајних путеви и лечење по смерницама за кардио–пулмоналну реанимацију.
- Моментално успостављање венског пута (по потреби са 2 каниле већег пречника)
- Примену инфузија кристалоидима (под условом да нема контраиндикација за њихову примену) у количини од 1.000 ml (физиолошког или неког сличног раствора) у прва четири часа.
- Болеснику се забрањује унос хране (остаје наташе)
- Стално се прати рад срца током лечења снимањем ЕКГ и мерењем крвног притиска
- Поставља се трајни мокраћни катетер и мери диуреза (измокравање).
- Примена фармакотерије (у циљу спречавања бола и осталих симптома), чији избор и начин примене, зависи од индикација и тока болести.

Фармакотерапија трбушног бола 
| Медикамент                | Тип бола                                             | Коментар                                                           |
| ------------------------- | ---------------------------------------------------- | ------------------------------------------------------------------ |
| Парацетамол               | - Соматски бол                                       | - Корист је ограничена на артритисни бол                           |
| COX2, антагонисти         |                                                      | - Избегавати примену код болесника са срчаносудовним болестима     |
| НСАИД                     | - Дисменореја                                        |                                                                    |
| Трициклични антидепресиви | - Неуропатски бол                                    | - Бол у карличном пределу сличан је неуропатском болу              |
| Антиконвулзиви            | - Неуропатски бол                                    |                                                                    |
| Опиоиди                   | - Бол код хроничне малигне болести - Неуропатски бол | - Ограничено дуготрајно дејство - Корист је клинички сигнификантна |

Како постоји мало доказа о употреби аналгетика и коаналгетика у лечењу бола у трбуху, садашње препоруке, о њиховој примени засноване су на литератури о општем болу, у којој се заступа мишљење да је бол у трбуху изазван механизмима сличним као и код соматског, висцералног, неуропатског бола.
Природа и облик бола код акутне болести трбуха од велике важности је не само за правилну дијагнозу већ и за адекватну примењену терапију.

Код болесника у тешком или критичном општем стању, свако брзоплето спречавање бола применом методама које могу због „добре аналгезије“ маскирати симптоме клиничке слике и будући развој симптома искључује примену аналгезије. 